# 磐梯河東インターチェンジ
磐梯河東インターチェンジ（ばんだいかわひがしインターチェンジ）は、福島県会津若松市にある、磐越自動車道のインターチェンジ（開発インターチェンジ）である。

## 道路

### 本線
- E49 磐越自動車道（6番）

### 接続する道路
- 直接接続
  - 福島県道64号会津若松裏磐梯線
- 間接接続
  - 国道49号（県道64号を約500m経由）
  - 福島県道7号猪苗代塩川線（県道64号を約1km経由）

## 料金所
- ブース数：5

### 入口
- ブース数：2
  - ETC専用：1
  - 一般：1

### 出口
- ブース数：3
  - ETC専用：1
  - ETC・一般：1
  - 一般：1

## 周辺
- 磐梯高原
- 五色沼
- 東山温泉
- JR磐越西線　磐梯町駅
- 道の駅ばんだい
- 慧日寺跡
- 會津藩校日新館
- 磐梯ふるさとの森公園（おおるり公園）
- 磐梯山ゴールドライン
- アルツ磐梯スキー場

## 隣
E49 磐越自動車道
(5) 猪苗代磐梯高原IC - 磐梯山SA - (6) 磐梯河東IC - (7) 会津若松IC